# Mariska Hargitay
Mariska Magdolna Hargitay (Santa Monica, Kalifornija, 23. siječnja 1964.), je američka glumica, dobitnica Emmyja i Zlatnog globusa, najpoznatija po ulozi detektivke Olivie Benson u seriji Zakon i red: Odjel za žrtve.

## Životopis

### Rani život
Mariska Hargitay je rođena kao četvrto od petoro djece Jayne Mansfield, glumice i seks simbola 1950-ih i 1960-ih. Rođena je u bolnici St. John's u kalifornijskom mjestu Santa Monica. Njezino prvo i srednje ime su mađarska imena i odnose se na Mariju Magdalenu (Mariska je u mađarskoj umanjenica od engleskog imena Mary, a time i Marija). Njezino prezime je također mađarsko i znači: "Hargitin" (Hargita je planina u Mađarskoj). Ima dvije polusestre, Jayne Marie Mansfield i Tinu Hargitay, dva brata, Miklósa i Zoltana Hargitayja i jednog polubrata, Antonia Ottaviana, bivšeg redatelja.
Mariskina majka se rastavila od njezinog oca Mickeya Hargitayja 1963., no sudac je njihovu meksičku rastavu kasnije proglasio nevažećom. Pomirili su se u siječnju 1964., par mjeseci prije Mariskinog rođenja, no ponovo su se rastali te je u kolovozu 1964. meksička rastava konačno priznata. Samo nekoliko tjedana kasnije, Mariskina majka se preudala za redatelja Matta Cimbera.
Dana 29. lipnja 1967., Jane Mansfield je preminula u automobilskoj nesreći. Njezin dečko Sam Brody i vozač su također poginuli. Mariska, koja je tada imala 3 i pol godine, je spavala na zadnjem sjedalu auta te se izvukla samo s ožiljkom kojeg otad prekriva pramen kose s lijeve strane lica. Njezina braća Miklós and Zoltan također su bili u automobilu, no izvukli su se manjim ozljedama. Nakon smrti njihove majke, troje djece su odgojeni od strane Mickeya Hargitayja i njegove treće supruge, Ellen Siano.
Mariska je glumila i u kazalištu, a 1987. je diplomirala na UCLA-inoj školi kazališta i filma.

### Karijera
Nakon što je 1983. stekla naslov Miss Beverly Hillsa, Mariska je debitirala u seriji Star 80, projektu Mariel Hemingway o ubojstvu Playboyeve zečice Dorothy Stratten. Kroz samo nekoliko godina dobila je uloge u serijama Downtown i Falcon Crest, u kojima je glumila Carly Fixx. Godine 1992. glumila je policajku Angelu Garciju u seriji Tequila i Bonetti, te je nastupila u jednoj epizodi četvrte sezone Seinfelda. Godine 1995. tumačila je Didi Edelstein u seriji Can't Hurry Love. Dvije godine kasnije tumačila je ulogu Nine Echeverrije u Ulici Prince, a imala je i ulogu Cynthie Hooper u četvrtoj sezoni Hitne službe.
Mariska je nastupila u nekoliko televizijskih serija među kojima se ubrajaju i Freddy's Nightmares, Ellen, All-American Girl, Baywatch, Cracker, Gabriel's Fire, In the Heat of the Night, JoJo's Circus, The Single Guy, Wiseguy i thirtysomething. Mariska je i posudila svoj glas jednom liku iz igre True Crime: New York City. Imala je i manju ulogu u filmu Napuštajući Las Vegas te je i bila zamjena Gabrielli Fitzpatrick u filmu Mighty Morphin Power Rangers: The Movie.
No ipak, najpoznatija uloga je ona detektivke Olivije Benson u seriji Zakon i red: Odjel za žrtve od 1999., koja joj je donijela mnoge nagrade. 

### Nagrade
Već nakon prve sezone nastupa u Odjelu za žrtve 1999., Mariska je zaradila nominaciju za Viewers for Quality Television, TV Guide Awards i International Press Academy u kategoriji najbolje glumice. U periodu od 2004. do 2007. je zaradila i nominaciju za Screen Actors Guild u istoj kategoriji. 
Uloga Olivije Benson donijela joj i tri nominacije za Emmy u kategoriji najbolje glumice (2004. – 2006.), a njezina četvrta nominacija 2007. konačno joj je i donijela nagradu. U istoj toj kategoriji, 2005. je dobila i Zlatni globus.
Časopis People je Marsiku 2005. uvrstio među 50 najljepših ljudi, a 2006. ju je uvrstio i na popis najljepših ljudi na svijetu.

### Privatni život
Mariska govori mađarski, francuski, talijanski i, naravno, engleski jezik. Mariska se 26. kolovoza 2004. udala za Petera Hermanna, pisca i glumca koji se često pojavio u Odjelu za žrtve u ulozi Trevora Langana. Dana 28. kolovoza 2006., Mariska je carskim rezom rodila sina kojeg su nazvali August Miklos Friedrich Hermann. Mariska je zadnje mjesece trudnoće izbivala iz serije zbog porodiljnog dopusta, a mijenjala ju je Connie Nielsen. U ožujku 2007. Mariska i njezin sin su se pojavili u magazinu People.
Mariska je bila i suosnivačica jedne fundacije za pomoć žrtvama seksualnih zločina. Ta fundacija vjeruje da plivanje s dupinima pomaže u izliječenju psiholoških trauma kao što su posljedice silovanja te je svojim članovima omogućila takvu terapiju.
Mariska je također radila i po mnogim drugim udrugama koje se bave žrtvama seksualnih zločina te ima službenu dozvolu za savjetnicu oko seksualnih zločina.

## Filmografija
- Freedom Dance (2007.) (animirani dokumentarac)
- America Rebuilds: Return to Ground Zero (2006.) (TV)
- Plain Truth (2004.) (TV)
- Perfume (2001.)
- Zakon i red: Odjel za žrtve (1999. — ) (TV)
- Lake Placid (1999.)
- Ulica Prince (1997.) (TV)
- Odvjetnikov vrag (1997.) (TV)
- Noćni grijesi (1997.) (mini serija)
- Hitna služba (1997. – 1998.) (TV)
- Ellen (1996.) (TV)
- Can't Hurry Love (1995.) (TV)
- Napuštajući Las Vegas (1995.)
- Kockar V. (1994.) (TV)
- Bank Robber (1993.)
- Blind Side (1993.) (TV)
- Hotelska soba (1993.) (TV)
- Seinfeld (1993.) (TV)
- Tequila & Bonetti (1992.) (TV)
- Grapevine (1992.) (TV)
- Sutoroberi rodo (1991.)
- Savršeno oružje (1991.)
- Hard Time Romance (1991.)
- Finish Line (1989.) (TV)
- Falcon Crest (1981.) (TV) (1988.)
- G. Svemir (1988.)
- Jocks (1987.)
- Downtown (1986.) (TV)
- Welcome to 18 (1986.)
- Ghoulies (1985.)

## Vanjske poveznice
- Službena stranica
- Joyful Heart Foundation  Arhivirana inačica izvorne stranice od 12. prosinca 2019. (Wayback Machine), founded by Hargitay
- Mariska Hargitay u internetskoj bazi filmova IMDb-u (engl.)